# Oratorio del Santissimo Crocifisso
Oratorio del Santissimo Crocifisso är ett oratorium i Rom, helgat åt det Heliga Korset. Oratoriet är beläget vid Piazza dell'Oratorio i Rione Trevi och tillhör församlingen Santa Maria in Via.

## Historia
Den 25 maj 1519 brann kyrkan San Marcello al Corso vid Via del Corso ned. Hela byggnaden förstördes utom ett krucifix. Kardinalen Guillermo Raimundo de Vich y de Vallterra lät detta krucifix bäras i procession till Peterskyrkan år 1522, då Rom hade drabbats av pesten. Farsoten upphörde och krucifixet kom att bli föremål för ivrig folklig vördnad. Fyra år senare, år 1526, grundades Arciconfraternita del Santissimo Crocifisso in Urbe, ett brödraskap som uppmanade till vördnad av det Heliga Korset.
Brödraskapet hade tidigt planer på att uppföra ett oratorium, men det kom inte att stå färdigt förrän 1568, efter ritningar av Giacomo della Porta. Mellan 1578 och 1583 smyckades interiören med en freskcykel, bland annat med scener ur det Heliga Korsets historia. Freskmotiven fann man i Legenda Aurea av Jacobus de Voragine och målandet av interiören leddes av Tommaso dei Cavalieri och Girolamo Muziano. Oratoriets innertak utfördes 1573 av mästarsnickaren Flaminio Boulanger och belades med bladguld 1584, men förstördes 1798 i samband med den franska ockupationen för att inte restaureras förrän 1879, under ledning av arkitekten Tito Armellini.
Under 1600-talet uppfördes i Oratorio del Santissimo Crocifisso ett flertal oratorier av Giacomo Carissimi och Emilio de' Cavalieri.
År 1963 överläts oratoriet åt Suore domenicane di Betania, en kvinnlig gren inom dominikanorden och nio år senare, 1972, övertogs det av en kvinnlig missionsorden — Missionarie di Gesù Eterno Sacerdote, grundad 1947. Omkring millennieskiftet lämnade systrarna oratoriet. År 1999 genomfördes en restaurering.

## Exteriör
Den manieristiska fasaden, som har två våningar, har attribuerats åt Giacomo della Porta. Den är uppförd i rosaaktigt tegel med de arkitektoniska elementen i kalksten. Den nedre våningen har fyra pilastrar som bär upp en kraftigt profilerad kornisch, istället för ett helt entablement. Pilastrarna är av toskansk ordning och har märkliga triglyfer (egentligen tetraglyfer) placerade framför kapitälen. Ingångsportalen kröns av ett triangulärt pediment med kragstenar. På ömse sidor om portalen sitter fönster och ovanför dessa tomma rundbågenischer, krönta av segmentbågepediment med kragstenar.
Den övre våningen har fyra pilastrar med rudimentära kapitäl. I mitten sitter en minnesplatta som hugfäster minnet av att kardinal Ranuccio Farnese lät påbörja bygget av oratoriet och att kardinal Alessandro Farnese lät fullborda detsamma.
Plattan, som är dekorerad med bland annat festonger och ett bevingat puttohuvud, flankeras av rektangulära fönster med triangulära pediment, vars kornischer är brutna. Ovanför minnesplattan sitter det farnesiska vapnet med dess fleurs-de-lys. Fasadens storform avslutas med ett triangulärt pediment med ett kors högst upp.
I sin utformning av fasaden, särskilt dess nedre våning, inspirerades Giacomo della Porta av flera av Michelangelos arkitektoniska verk i Rom, i synnerhet Palazzo dei Conservatori, Palazzo Farnese, Porta Pia samt Peterskyrkans västparti.

## Interiör
Interiören har en rektangulär grundplan och saknar sidokapell. Den lilla absiden har formen av en rundbågenisch. I innertakets mitt sitter en fresk föreställande Kristi återkomst. Sidomålningarna visar brödraskapets emblem och påve Leo XIII:s vapen. På oratoriets sidoväggar har en rad 1500-talskonstnärer utfört fresker med motiv ur det Heliga Korsets historia samt motiv ur San Marcello-korsets historia och brödraskapets historia.

### Höger sida
Giovanni De Vecchi erhöll det ursprungliga uppdraget att utföra samtliga fresker, men han har endast målat de två första: Den heliga Helena förstör avgudabilderna och påträffar tre kors och Den heliga Helena och biskop Macarius begrundar vilket som är Jesu kors. Den tredje fresken på höger sida är av Niccolò Circignani och framställer Det sanna Korset botar en lam man.

### Koret
Det polykroma högaltaret har en 1700-talskopia av det undergörande krucifixet från San Marcello. Ovanför detta ser man en lynettfresk med Gud Fadern och absidens tunnvalv har en fresk med Den Helige Andes duva. Mellan altaret och krucifixet ses ikonen Santa Maria del Sole, som kommer från Oratorio di Santa Maria del Sole vid Tor de' Specchi. Absidens sidoväggar har två fresker av Cristoforo Roncalli: Den helige Johannes Evangelisten och Den heliga Maria Magdalena. På altarväggen finns fler fresker: Abrahams offer och Bronsormen. Ovanför absidens arkivolt står mottot: IN CRVCE GLORIARI OPORTET IN QVA EST SALVS, ”Det är nödvändigt att upphöja Korset, i vilket det finns frälsning.”

### Vänster sida
Även vänster sida har tre fresker. De två första är utförda av Niccolò Circignani och framställer Herakleios och Khusrov tvistar över Korset samt Ängeln uppenbarar sig för Herakleios. Den tredje fresken, Herakleios bär Korset tillbaka till Jerusalem, är ett verk av Cesare Nebbia.

### Ingångsväggen
Ingångsväggen uppvisar freskerna Miraklet med San Marcello-krucifixet och Grundandet av kapucinnunnornas kloster på Quirinalen, båda utförda av Niccolò Circignani. Därefter följer Paris Nogaris Pestprocessionen 1522 samt Baldassare Croces Godkännandet av brödraskapets statuter.

## Bilder
| - Oratorio del Santissimo Crocifisso (nummer 287) på Giovanni Battista Nollis Rom-karta från 1748. - Oratoriets innertak. |